# Vaterpolo na Mediteranskim igrama 1971.
Vaterpolski turnir na MI 1971. održavao se u Izmiru u Turskoj.

## Konačni poredak
| Mj. | Država      |
| --- | ----------- |
| 1.  | Jugoslavija |
| 2.  | Italija     |
| 3.  | Španjolska  |
| 4.  | Grčka       |
| 5.  | Turska      |

| Pobjednici               |
| ------------------------ |
| Jugoslavija Treći naslov |